# سیمگه شبنم آکوز
سیمگه شبنم آکوز (انگلیسی: Simge Şebnem Aköz؛ زادهٔ ۲۳ آوریل ۱۹۹۱) بازیکن والیبال اهل ترکیه است.
از باشگاه‌هایی که در آن بازی کرده‌است می‌توان به باشگاه والیبال اجزاجی‌باشی اشاره کرد.